# Explode (album)
Explode is het vierde studioalbum van de punkband The Unseen. Het album werd door BYO Records uitgegeven op 3 juni 2003.

## Nummers
1. "False Hope"
2. "Your Failure Is My Revenge"
3. "Explode"
4. "Don't Look Back"
5. "Negative Outlook"
6. "Tsunami Suicide"
7. "So Sick Of You"
8. "Remains Unseen"
9. "Fed Up"
10. "Useless Regrets"
11. "Victims"
12. "New World Disorder"